# Курций, Андрей Петрович
Андре́й Петро́вич Ку́рций (настоящая фамилия — Курцинский, латыш. Andrejs Kurcijs, 19 сентября [1 октября] 1884[…], Аситская волость — 23 февраля 1959, Рига) — российский, латвийский и советский прозаик, поэт, переводчик, литературный критик, теоретик искусства.

## Биография
Андрей Курций родился 1 октября (19 сентября по старому стилю) 1884 года в Аситской волости Курляндской губернии (сейчас в Латвии).
В 1895—1898 годах учился в селе Бунка в приходской школе, в 1899—1904 годах — в Лиепайском реальном училище.
В 1904—1905 годах был студентом Рижского политехнического института, где изучал предпринимательство. Был членом студенческого объединения «Земгалия». В 1911 году получил докторскую степень в Йенском университете, где в течение шести лет изучал медицину и философию. В 1912—1913 годах обучался на медицинском факультете Казанского университета, для того чтобы работать врачом: диплом Йенского университета в Российской империи не давал такого права.
В 1922—1923 годах изучал философию в берлинском университете Гумбольдта.
Работал врачом в Цираве (1911), Лиепае (1913—1915), Петрограде (1915—1918), применял в практике арт-терапию.
Ещё до Октябрьской революции работал в печати. В 1913—1914 годах был одним из издателей газеты «Дзиве» (латыш. Dzīve) в Лиепае, печатал обзоры театральных постановок. В 1917—1918 годах редактировал в Петрограде журнал «Стаге». В 1919 году заведовал отделом культуры рижской газеты «Циня». В 1921 году редактировал в Риге журнал «Некст», в 1923 году в Берлине входил в состав редакции журнала The Magazine Magazine.
В 1919 году работал в комиссии общественного здравоохранения Советской Латвии, заведовал отделом школьной гигиены. Был членом мобилизационной комиссии Красной Армии в Риге.
После того как Латвия стала независимой, участвовал в политической жизни республики. В 1920—1924 годах был членом социал-демократической партии, в 1920—1922 годах работал в партийной фракции в Учредительном собрании Латвии.
В 1920—1925 годах возглавлял совет ассоциации народных школ в Риге. В 1920—1924 годах был председателем правления и преподавателем философии Рижского народного высшего учебного заведения.
В феврале 1928 года участвовал в создании легальной коммунистической организации — Латвийской независимой социалистической партии, был сопредседателем её центрального комитета. В том же году с 23 августа по 8 октября находился под арестом в Рижской центральной тюрьме. Поводом послужило закрытие в июле 19 рабочих союзов в Латвии, что вызвало протест республиканской коммунистической партии, решившей провести всеобщую однодневную забастовку. Эту инициативу поддержала и Независимая социалистическая партия в лице Курция.
В 1928—1931 годах представлял партию в третьем созыве Сейма Латвии.
В 1920-е годы посещал Рим, Мюнхен, Париж, Испанию, Вену, Венецию, Ниццу, Лион.
В 1930-е годы вернулся к медицинской работе. В 1934—1940 годах был врачом, в том числе частнопрактикующим. После присоединения Латвии к СССР заведовал рижской поликлиникой. В 1941—1942 годах находился в Пятигорске, где работал врачом организации инвалидов.
После окончания Великой Отечественной войны занимался научной работой. В 1946—1949 годах заведовал отделом латышского и русского фольклора в Институте этнографии и фольклора Академии наук Латвийской ССР. В 1948 году читал лекции по теории литературы и литературной критике на историко-филологическом факультете Латвийского государственного университета им. Петериса Стучкаса в Риге.
В 1949—1955 годах отбывал срок в лагере в Воркуте.
В 1956—1959 годах был членом Союза советских писателей Латвийской ССР.
Умер 23 февраля 1959 года в Риге. Похоронен на кладбище Райниса в Риге.

### Литературная деятельность

«Сборник латышской литературы», подготовленный Андреем Курцием

Псевдоним «Курцис» появился у Куршинского ещё во время учёбы в Йенском университете на основе сходства между фамилией и именем персонажа римских легенд, полководца и политика плебейского происхождения Мания Курия Дентата.
С 1908 года стал печатать свои произведения. Первоначально выступал как поэт. Первое стихотворение «Окутанное холодным туманом низкого неба…» опубликовал 15 мая 1908 года в литературном приложении к газете «Rīgas Apskats».
В 1916 году издал в Петрограде «Сборник латышской литературы» на русском языке, выпущенный под редакцией Максима Горького и Валерия Брюсова. К работе его привлёк поэт Пётр Стучка.
В Берлине во время учёбы в университете Гумбольдта Курций стал писать рассказы, в целом его творчество приобрело новый импульс. «Мои новые стихи и проза начались в этом тихом Берлине… Мои тексты приобрели новую концентрацию, образность и ритм», — писал он.
Самый активный творческий период Курция — 1920—1930-е годы. В этот период он выпустил ряд реалистических произведений: сборник рассказов «Люди — скоты» (1929), повесть «Свинарь» (1936), роман «Врата жизни» (1938), чей тираж был конфискован цензурой.
В 1923 году выпустил манифест «Активное искусство». В нём Курций подчеркнул важность искусства и художника в обществе. По его мнению, искусство должно быть активным в пределах своей логики — это необходимо для того, чтобы оно оставалось независимым.
Переводил на латышский язык стихи Александра Пушкина, Николая Некрасова, Омара Хайяма, Шарля Вильдрака, прозу Анатоля Франса, Антона Чехова, Эмиля Золя.
В 1928 году стал участником выпущенного советской «Красной газетой» русскоязычного альманаха революционных писателей Латвии, Эстонии, Финляндии и др. «Голая жизнь», в который также вошли произведения Роберта Эйдемана, Андрея Упита, Линарда Лайцена, Якуба Коласа.
Стимулом для творчества Курция были зарубежные поездки. Так, в 1925 году, будучи во Франции, он задумал сборник стихов «Варвар в Париже». В 1928 году книга была издана и на французском языке.
Я бродил по улицам и музеям Парижа в течение нескольких дней, по Елисейским полям и Булонскому лесу, словно в трансе. В моих ушах смутно ощущались разные ритмы. Все, что меня касалось в этом ритме на улицах Парижа и в душе, превратилось в стихи. Это были мои счастливые дни как поэта.
В 1927 году по итогам поездки в Испанию написал стихотворный сборник «Осёл, монах и Европа».
В 1933 году был консультантом и автором предисловия к изданию «Латышские сказки», выпущенного советским издательством «Academia». Это было первое издание отдельной книгой латышских сказок на русском языке.
После вхождения Латвии в СССР продолжал литературную работу, сосредоточившись на прозе.

## Особенности творчества

Обложка поэтического сборника «Тишина» («Klusums»)

Ранняя поэзия Курция пессимистична. Советская «Литературная энциклопедия» в 1932 году категорично критиковала его за то, что после Первой мировой войны и Октябрьской революции он остался на позиции «радикального мечтателя» и не обнаруживает реальной связи с народом:
Если раньше могла итти речь о возможности сближения Курция с пролетариатом, то в настоящее время он на деле сблизился с социал-фашизмом.
Впоследствии Курций перешёл на революционные позиции. Как отмечает литературовед Б. П. Табунс, в стихотворных сборниках «Моя книга» (1919), «Утопия» (1925), «Варвар в Париже» (1925), «Осёл, монах, Европа» (1927), «Тишина» (1930), «Моя родина» (1932), «Жизнь» (1933) поэт критически относится к капиталистической культуре и искусству и призывает к революции.
Проза Курция 1920-1930-х годов отмечена художественными поисками. Его творчество повлияло на развитие латышской демократической литературы. В прозаических произведениях также отмечается критика капиталистического мира, точность наблюдений за жизнью, строгость композиции.

## Критика
Современные литературные критики в Латвии обращали внимание на постепенное поэтическое совершенствование Курция. Так, Артур Бауман, рецензируя сборник «Тишина» (1930), отмечает, что поэт, ранее бывший идеалистом, склоняется ко всё большей реалистичности. Рецензент пишет, что стихотворения Курция интеллектуальны, отмечены ясностью и сосредоточенностью.
Эдгарс Эго, ведя речь о сборнике «Моя родина» (1932), пишет, что Курций далёк от позиции пассивного наблюдателя, который закрывает глаза при столкновении с реальностью. Однако он отмечает, что местами романтический взгляд на мир, которым отличается поэт, выглядит искусственно сконструированным. В то же время, по мнению критика, сборник отличает острая социальность, близкая к эпиграмме сатиричность. Язык Курция — прозаичный и сухой в сравнении со старой поэзией. Тем не менее, по мнению Эго, экономия выразительных средств держится в рамках художественной меры: у Курция одним словом получается «вызвать в сознании целые идеи и пробудить чувства глубже, чем у тяжёлого и многословного стихотворения».
Критик Арвид Григулис считает успешным и новаторским раскрытие лирической темы в сборнике Курция «Жизнь» (1933). По мнению Григулиса, поэт здесь, как и в гражданских стихотворениях, далёк от игривости и довольно резок. При этом Курций поднимает любовь и эротику до уровня человеческого и общественного познания, как это делали авторы античности.

## Влияние творчества

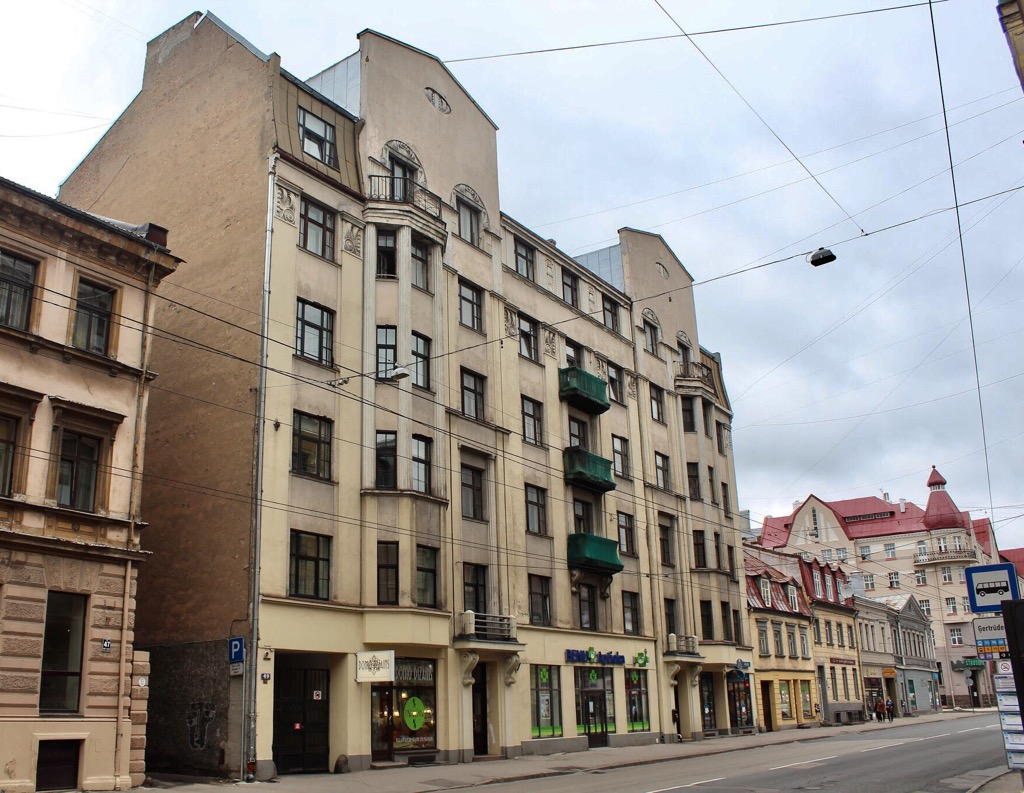
Дом 49 по улице Марияс (сейчас Александра Чака), в котором Андрей Курций жил в 1923—1934 годах

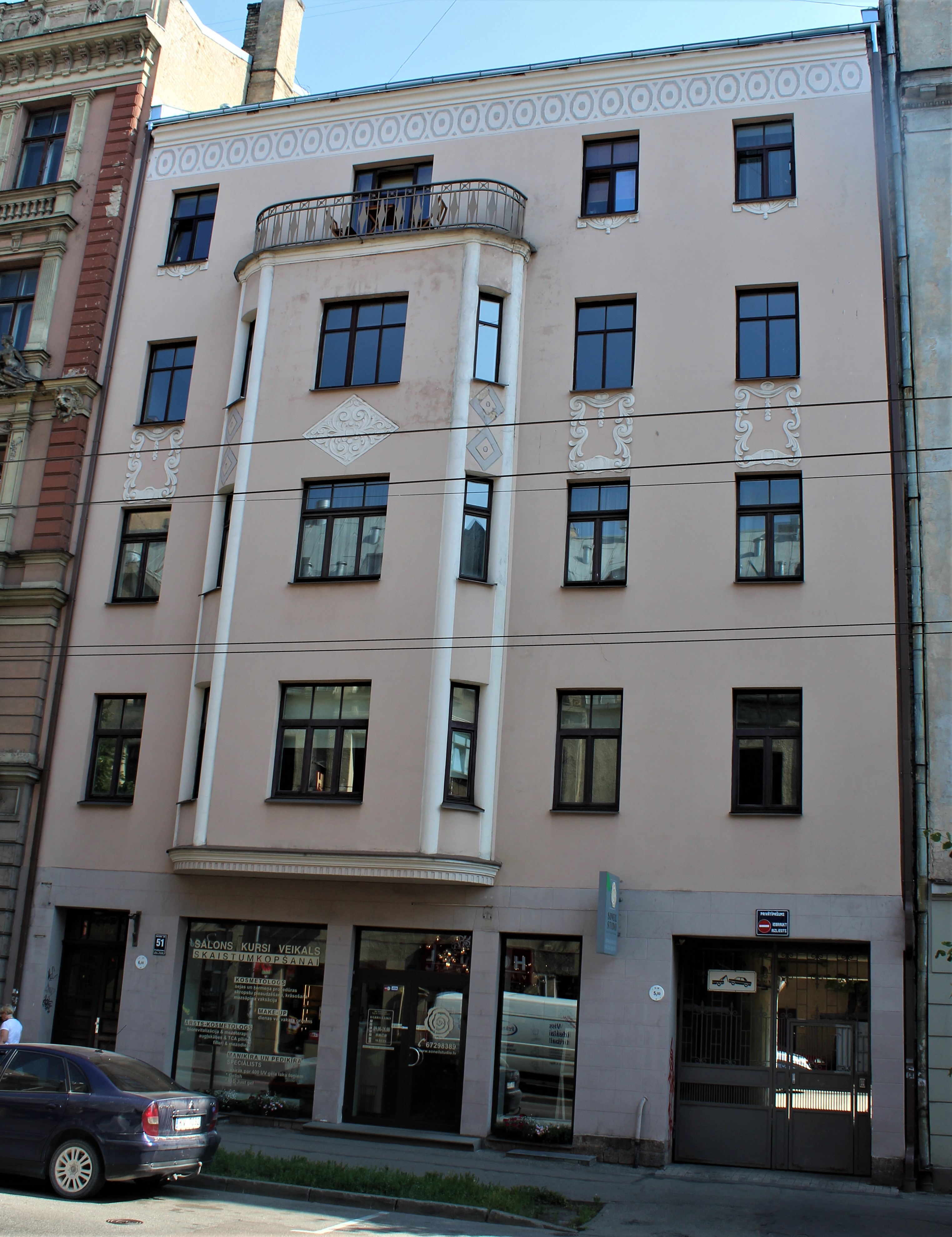
Дом 51 по улице Гертрудес в Риге, где жил Андрей Курций в последние десятилетия

12 ноября — 22 декабря 2018 года в Париже в галерее Художественного фонда Рихтера прошла выставка «Варвар в Париже», главной темой которой стало творчество Курция и, в частности, манифест «Активное искусство». В экспозиции были представлены работы известных в Европе латвийских и иностранных художников: Татьяны Даннеберг, Вирджиль Фрейсс, Сигне Фредериксен, Гийома Маро, Виктора Тимофеева, Анны-Стины Треумунд и Эвиты Васильевой.

### Поэзия
- Saules bēdas. 1910

- Bez prieka un laimes. 1915
- Mana grāmata. 1919.

- Pasaules klajumā. 1920.
- Dvēseles kabarejs. 1921.
- Vita Nuova. 1921.
- Dziesmas melnbaltai madonna. 1922.
- Barbars Parizē. 1925.
- Utopija. 1925.
- Ēzelis, mūks, Eiropa. 1927.
- Klusums. 1930.
- Mana dzimtene. 1932.
- Dziviba. 1933.

- Asins vaina. 1936.
- Dzeja. 1958.

### Проза

#### Сборники рассказов
- Cīņa ar nezināmo. 1924.
- 3 x 3 mēnesnīcas. 1925.
- Cilvēciskie lopi. 1929, 1936.
- Cūkgans. 1936, 1937, 1956.
- Atmoda. 1957.
- Vienkārša dzīve. 1959.

#### Роман
- Dzivibas vārtos. 1938, 1956.

#### Работы об искусстве
- Aktīvā māksla. 1923.
- Teātris. 1925.
- Par mākslu. 1932.

### Переводы
- Šēnlanks, Bruno. Lielpilsēta. Rīga: Kultūras balss, 1923.
- Vildraks, Šarls. Atziņas. Rīga: Leta, 1923.
- Franss, Anatols. Pingvīnu sala. Rīga: Kultūras balss, 1927.
- Čehovs, Antons. Rakstu izlase. Rīga: Kultūras draugs, 1937.
- Heijams, Omars. Četrrindas. Rīga: Zelta Grauds, 1939.
- Beļajevs, Sergejs. Samuela Pingļa piedzīvojumi. Rīga: Latvijas Valsts izdevniecība, 1946.
- Zolā, Emīls. Sabrukums. Rīga: Latvijas Valsts izdevniecība, 1947.
- Puškins, Aleksandrs. Poltava. Rīga: Latvijas Valsts izdevniecība, 1949.
- Heijams, Omars. Eutīna: Andreja Ozoliņa apgāds, 1952.
- Kan, Gjen E. Cilvēces problēma. Rīga: Latvijas Valsts izdevniecība, 1957.
- Haijāms, Omars. Četrrindes. Rīga: Liesma, 1970.
- Haijems, Omars. Toronto: Valters Ziediņš, 1971.
- Haijāms, Omars. Rubajas. Rīga: Draugi, 1999.
- Haijāms, Omars. Dzeja (atdzejojusi arī Biruta Jēgere). Rīga: Jumava, 2001.
- Haijāms, Omars. Pasaules mīklas. Rīga: Jumava, 2003.

### На русском языке
После смерти произведения Курция печатались и в переводе на русский язык. В 1960 году в Латвийском государственном издательстве в Риге вышел его сборник «Грешница». Стихи Курция печатались в сборниках латышской поэзии «Пути огня» (1986) в переводе Леонида Черевичника и «На вешних ветрах» (1988).

## Адреса
- 1901—1902: Лиепая, ул. Ганибу, 101[4].
- Октябрь 1923 — 6 июня 1934: Рига, ул. Марияс, 49, кв. 17[4].
- Июнь 1934 — февраль 1959: Рига, ул. Гертрудес (с 1950 года — Карла Маркса), 51, кв. 6[4].
- 1944 — 8 мая 1945: Эдоле[4].

## Память
15 сентября 1984 года в городе Приекуле в преддверии 100-летия со дня рождения Андрея Курция возле дома, где он жил, установили памятный камень.

## Семья
Отец — Пётр Куршинский (1850—1923).
Мать — Либа Куршинская (в девичестве Вайта) (1854—1918).
Был пятым ребёнком в семье.
Жена — Луция Дрикис, была студенткой отделения живописи Петроградской академии художеств. Поженились 1 сентября 1917 года в Петрограде.
Дочь — Латвия Куршинская (18 ноября 1918 — 7 февраля 1969).